# Neomyia ruficornis
Neomyia ruficornis är en tvåvingeart som först beskrevs av Shinonaga 1970.  Neomyia ruficornis ingår i släktet Neomyia och familjen husflugor. Inga underarter finns listade i Catalogue of Life.